# Biserica „Sfântul Dumitru” din Recea
Biserica „Sf. Dumitru” este o biserică amplasată în Recea, raionul Strășeni, Republica Moldova. Este un monument arhitectural de importanță națională inclus în Registrul monumentelor Republicii Moldova ocrotite de stat cu nr. 1406 (raionul Strășeni). Datează din 1869.